# Thaila Ayala
Pour les articles homonymes, voir Ayala.
Thaila Ayala, née le 14 avril 1986 à Presidente Prudente dans l'État de São Paulo, est une actrice brésilienne.

## Biographie
Ayala est née à Presidente Prudente, elle a commencé sa carrière de mannequin à l’âge de 16 ans, a vécu dans des pays comme la Thaïlande, le Japon, le Chili, le Mexique, Paris et New York. De retour au Brésil, elle enregistre plusieurs publicités, et a participé à des feuilletons tels que Young Hearts, Cobras e Lagartos, Páginas da Vida, O Profeta et Pé na Jaca. En 2007, elle a été le protagoniste de la 14e saison de Young Hearts.

## Filmographie partielle

### Au cinéma
- 2014 : Apneia : Julia
- 2015 : Foreign Tongues (court métrage) : Mariana
- 2016 : Water Warrior (court métrage) : la Lady interviewée
- 2016 : Mais Forte que o Mundo: A História de José Aldo : Laura
- 2016 : Tesla: Drive the Future (court métrage)
- 2017 : Woody Woodpecker : Vanessa
- 2017 : Sex.Sound.Silence : Thaila
- 2017 : O Matador : Renata
- 2018 : Talvez uma História de Amor : Clara Miller
- 2018 : Coração de Cowboy : Paula
- 2018 : When Red is White (court métrage) : Sara
- 2019 : Zeroville : Maria
- 2019 : Lament[pas clair] : Letícia

### À la télévision
- 2007 : Young Hearts (Malhação, série télévisée) : Marcela (2 épisodes)
- 2008 : Faça Sua História (série télévisée)
- 2009 : Caminho das Índias (série télévisée) : Shivani (15 épisodes)
- 2010 : Ti Ti Ti (série télévisée) : Amanda Moura (19 épisodes)
- 2012 : Cheias de Charme (série télévisée) : Gisele (3 épisodes)
- 2013 : Sangue Bom (série télévisée) : Camila Lancaster
- 2014 : (Des)encontros (série télévisée) : Lara
- 2015 : As Canalhas (série télévisée) : Danielle
- 2016 : Paradise Inc. (série télévisée) (2 épisodes)
- 2017 : Aldo: Mais Forte que o Mundo (mini-série) : Laura (3 épisodes)
- 2019 : Coisa Mais Linda (série télévisée) : Helô Albuquerque (6 épisodes)